# Thibault Guernalec
Thibault Guernalec (Châteaulin, 31 luglio 1997) è un ciclista su strada francese che corre per il team Arkéa-B&B Hotels; è professionista dal 2018.

## Palmarès
- 2015 (Juniores)

2ª tappa, 1ª semitappa Ronde des Vallées (Saint-Caradec > Croixanvec, cronometro)
- 2016 (Team Pays de Dinan, una vittoria)

5ª tappa Ronde Finistérienne (Pencran)
- 2017 (Team Pays de Dinan, sette vittorie)

Classifica generale Flèche d'Armor
2ª tappa Tour des Mauges (Beaupréau, cronometro)
Classifica generale Tour des Mauges
3ª tappa, 1ª semitappa Tour de la Manche (Cérences, cronometro)
Classifica generale Tour des Deux-Sèvres
1ª tappa Estivale Bretonne (Plévin)
Volvic-Feytiat
- 2018 (Team Pays de Dinan, tre vittorie)

Classifica generale Circuit du Mené
3ª tappa Tour des Deux-Sèvres (Mauzé-Thouarsais, cronometro)
Classifica generale Tour des Deux-Sèvres
- 2019 (Team Arkéa-Samsic, una vittoria)

Campionati francesi, Prova a cronometro Under-23

### Altri successi
- 2018 (Team Pays de Dinan)

2ª tappa, 1ª semitappa Tour du Pays de Lesneven (Lesneven, cronosquadre)
- 2020 (Arkéa-Samsic)

Classifica giovani Tour du Poitou-Charentes

## Piazzamenti

### Grandi Giri
- Giro d'Italia

2023: 89º
- Vuelta a España

2022: ritirato (13ª tappa)
2024: 132º

### Classiche monumento
- Milano-Sanremo

2021: 159º
2024: 128º
2025: 70º
- Liegi-Bastogne-Liegi

2021: 137º

### Competizioni mondiali
- Campionati del mondo

Innsbruck 2018 - Cronometro Under-23: 35º
Yorkshire 2019 - Cronometro Under-23: 11º
Zurigo 2024 - Cronometro Elite: 21º
Zurigo 2024 - Staffetta mista: 4º

### Competizioni europee
- Campionati europei

Tartu 2015 - Cronometro Junior: 18º
Tartu 2015 - In linea Junior: 79º